# Liste der Stadtpräsidenten von Brig-Glis
Die Liste der Stadtpräsidenten von Brig-Glis führt die Präsidenten der Gemeinde Brig seit 1881 und der Gemeinde Brig-Glis seit 1973 auf.

## Präsidenten
| Amtszeit  | Name                        | Partei |
| --------- | --------------------------- | ------ |
| 1881–1896 | Emil Cathrein (1847–1916)   | kons.  |
| 1897–1900 | Joseph Seiler (1858–1929)   | kons.  |
| 1901–1904 | Othmar Kluser (1868–1923)   | kons.  |
| 1905–1910 | Hermann Seiler (1876–1961)  | kons.  |
| 1910–1912 | Adolf Perrig (1879–1940)    | kons.  |
| 1913–1920 | Alfred Clausen (1877–1957)  | KVP    |
| 1921–1925 | Oskar Walpen (1883–1931)    | KVP    |
| 1925–1928 | Anton Meyenberg (1866–1951) | KVP    |
| 1929–1945 | Leo Guntern (1894–1981)     | CSP    |
| 1945–1967 | Moritz Kämpfen (1907–1967)  | KVP    |
| 1967–1984 | Werner Perrig (1927–2016)   | CVP    |
| 1984–1995 | Rolf Escher (* 1941)        | CVP    |
| 1996–2000 | Peter Planche (1940–2024)   | FDP    |
| 2001–2012 | Viola Amherd (* 1962)       | CVP    |
| 2013–2020 | Louis Ursprung (* 1949)     | unabh. |
| 2021–     | Mathias Bellwald            | FDP    |